# Havsnivåhöjning
Havsnivåhöjning är en ökning av den genomsnittliga globala havsnivån. Havsnivån stiger inte jämnt över hela jorden och den kommer till och med att falla något på vissa platser, till exempel i Arktis. Lokala faktorer som påverkar nivåhöjningen är bland annat tektoniska effekter och sättningar i mark, tidvatten, strömmar och stormar. Havsnivåhöjningar kan påverka mänskliga populationer kraftigt i kust- och öregioner. Med flera uppvärmningsgrader kvar under årtusenden förväntas en utbredd kustöversvämning. Andra effekter av nivåhöjningen är högre stormvågor, farligare tsunamier, befolkningsförflyttningar, förlust och nedbrytning av jordbruksmark och skador i städer. Naturliga miljöer som marina ekosystem påverkas också, eftersom fisk, fåglar och växter förlorar delar av sin livsmiljö.

## Postglacial havsnivåhöjning

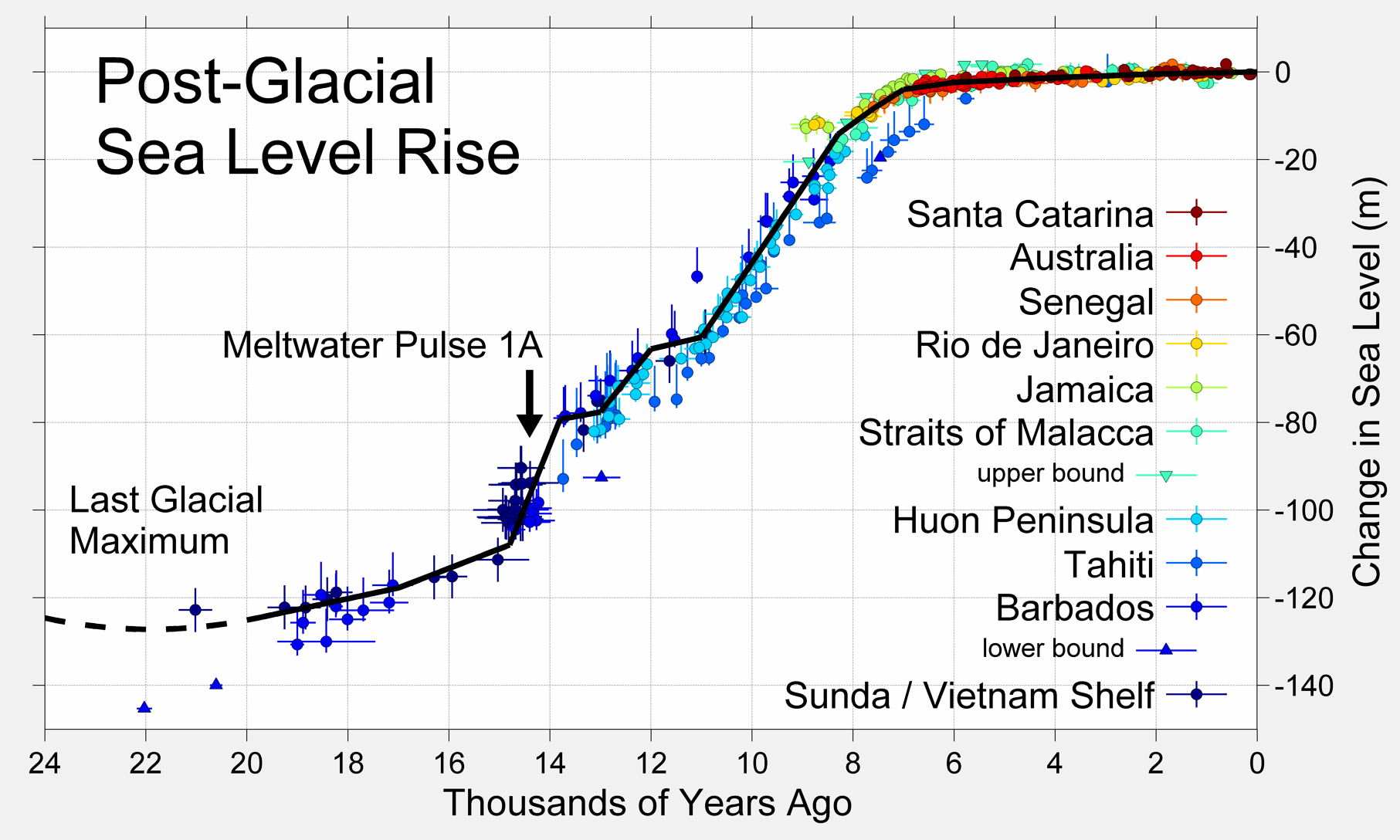
Förändringar i havsnivå sedan den senaste istiden.

Havsnivån har stigit cirka 130 meter sedan den förra istidens höjdpunkt för cirka 18 000 år sedan. De största ökningarna skedde för mer än 6 000 år sedan, på grund av avsmältning av inlandsisen. Från 3 000 år sedan fram till 1900-talet var havsnivåhöjningen nästan konstant, med en stigning på 0,1−0,2 mm per år. Den årliga höjningen har i genomsnitt varit 1−2 mm under perioden 1900 till 1993, då man började med satellitmätningar.
Enligt satellitmätningar har havsnivån genomsnittligen stigit med 3,1 ± 0,7 mm/år. Havsytan stiger för närvarande långsamt, och orsakerna till detta är flera och komplexa. 
Den globala uppvärmningen bidrar till havsnivåhöjningen genom två processer: havsvattnets värmeutvidgning och utbredd nedsmältning av landisarna.

## Nuvarande höjning

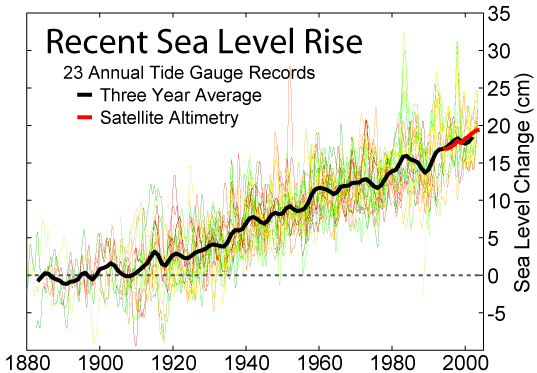
23 långa mareograf-mätningar i geologiskt stabila områden visar en havsnivåökning på ca 20 centimeter per sekel, eller ca 2 mm/år.

IPCC skriver att havsnivåhöjningen under perioden 1901–1990 varit 1,4 mm/år men att höjningen ökat och under tiden 2006–2015 varit 3,6 mm/år. En ökning med en faktor 2,5. De senaste 15 åren har således havet stigit 33 mm mer än under 15-årsperioder före 1990. Klimatforskare räknar med att hastigheten kommer att accelerera ytterligare under 2000-talet.
Webbplatsen sealevel.info visar grafer från 375 LTT (long term trend) tidvattenmätare över hela världen. Där kan man interaktivt anpassa räta linjer och andragradskurvor till mätdata. Med få undantag får man räta linjer utan krökning som till exempel Ratan i Sverige och Honolulu på Hawaii. Några grafer visar accelererande havsnivåökning, till exempel Brest i Frankrike, andra visar avtagande som till exempel Kushiro i Japan. De räta linjernas lutning spänner från -17,7 mm/år (Skagway i Alaska) till +9,1 mm/år (Grand Isle i Louisiana). Att vikta ihop data till en "havens medelnivå" är komplicerat – men oavsett hur man viktar ihop räta linjer blir slutresultatet en rät linje. Den förväntade accelerationen av havsnivåhöjningarna syns ännu inte i data från tidvattenmätarna. 
Havsnivåförändringar är dåligt förstådda. För cirka 6000 till 10000 år smälte isarna och haven steg med 130 meter, vilket ledde till rörelser i jordskorpan som fortfarande pågår. Här i Sverige har vi landhöjning och på andra håll sänks jordskorpan. Framförallt under haven som tyngs ned av ytterligare 130 meter vatten. Under perioden 2005–2015 gjorde smältande landis att havet höjde sig ca 1,8 mm/år. Under samma period höjdes havsnivån 1,4 mm/år på grund av värmeutvidgning. Men det är mindre känt hur havets globala medelnivå förändrar sig med tiden. Till exempel kan sjunkande havsbottnar halvera den teoretiska havsnivåhöjningen globalt.

## Prognoser och konsekvensanalys

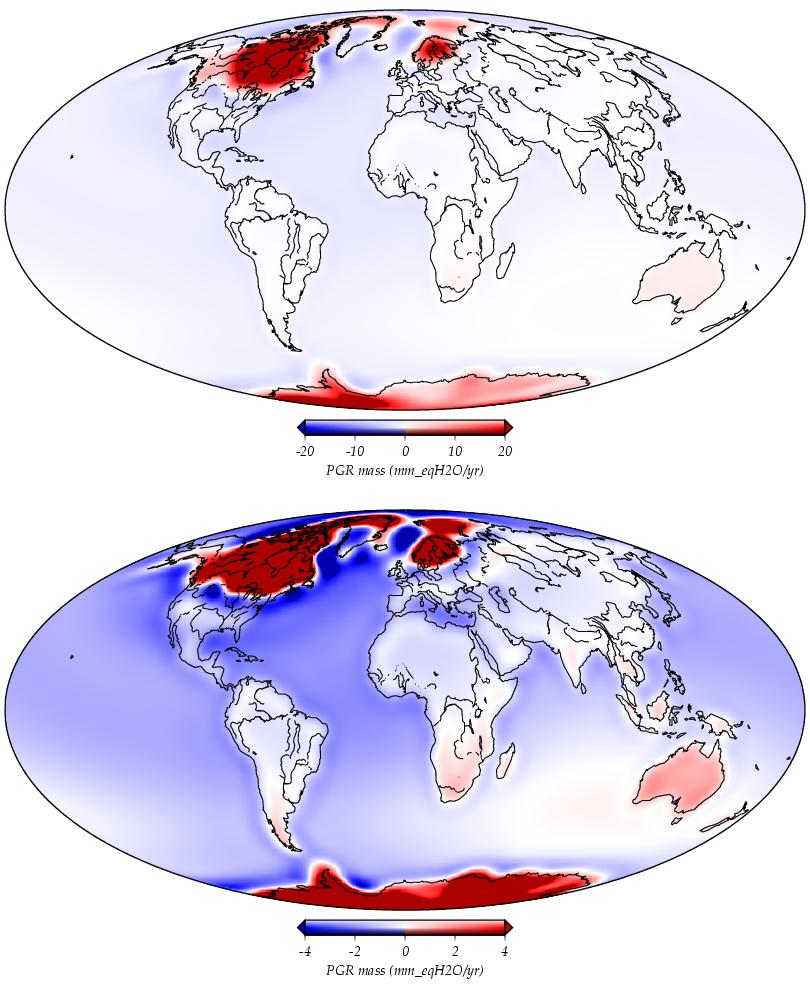
I röda områden sker en landhöjning som är större än havsnivåhöjningen, och i blå områden sker en skenbar landsänkning till följd av smältande polarisar. Figurernas färgskalor har olika upplösning, och anger landförändring i mm/år (vatten-densitets-ekvivalenter).

Den globala uppvärmningen förväntas orsaka betydande havsnivåhöjningar under flera sekler, eventuellt i årtusenden. Havshöjningen accelererar och är runt 2021 cirka 3,7 mm per år. Det råder dock stor osäkerhet om hur mycket nivån kommer höjas. IPCC:s sjätte rapport från 2021 uppskattar att den globala havvsnivån kommer höjas 28–101 cm till år 2100. Till år 2150 beräknar IPCC en havsnivåhöjning på 37–188 cm. I sin sjätte rapport varnade IPCC också för att en global havsnivåhöjning som "närmar sig 2 meter till år 2100 och 5 meter till år 2150 (...) kan inte uteslutas”.
Effekterna av en höjning av havsnivån är stora. Antal översvämningar kommer att öka. Redan orsakas många av de värsta naturkatastroferna av höga havsvågor och översvämningar. För att undvika det behöver riskområden vallas in eller utrymmas på bostäder och nya byggas, något som i båda fallen kostar mycket stora summor, eftersom det finns så mycket kust och kuststäder. Med flera uppvärmningsgrader kvar under årtusenden förväntas en utbredd kustöversvämning. Havsnivåhöjningar kan påverka mänskliga populationer kraftigt i kust- och öregioner. Andra effekter av nivåhöjningen är högre stormvågor, farligare tsunamier, befolkningsförflyttningar, förlust och nedbrytning av jordbruksmark och skador i städer. Naturliga miljöer som marina ekosystem påverkas också, eftersom fisk, fåglar och växter förlorar delar av sin livsmiljö.
Havsnivån kommer inte att stiga jämnt över hela jorden, och den kommer även falla något på vissa platser, till exempel Arktis. Lokala faktorer som påverkar nivåhöjningen är bland annat tektoniska effekter och sättningar i landet, tidvatten, strömmar och stormar. 

## Effekt på landhöjning och landsänkning
Kombinerar man effekten av havsnivåhöjningen med den postglaciala landhöjningen erhåller man en skenbar landhöjning i bland annat Skandinavien och Kanada, och en skenbar landsänkning längre söderut. Den globala uppvärmningen kan göra att landhöjningen i Skandinavien minskar på grund av att medelhavsvattenytan höjs. I en prognos från ett FN-organ 2007 har prognosticerats en höjning av medelhavsvattenytan på 0,15–0,5 m under de närmaste 100 åren. För exempelvis Stockholms del som har en skenbar landhöjning på knappt 4 mm/år vid en höjning av medelhavsvattenytan på drygt 1 mm/år, skulle detta innebära att landhöjningen hamnar i intervallet 0–3,5 mm/år de närmaste 100 åren.